# Labiobulura
Cyclobulura ist eine Gattung der Spulwürmer mit sechs Arten. Sie sind Parasiten bei australischen Beuteltieren.

## Merkmale
Cyclobulura hat die Merkmale der Labiobulurinae. Die Mundhöhle ist groß und sechseckig oder rund im Querschnitt. Die Mundöffnung wird von sechs Lippenlappen umgeben. Die Lappen der Pharynxabschnitte sind kräftig und markant.

## Systematik
Zur Gattung gehören folgende Arten:
- Labiobulura baylisi Mawson, 1960
- Labiobulura inglisi Mawson, 1960
- Labiobulura lengguruensis Purwaninsih & Smales, 2018
- Labiobulura leptomyidis Smales, 2006
- Labiobulura peramelis (Baylis, 1930)

Synonym ist Archeobulura Quentin, 1970.